# Działko M10
Działko M10 (37 mm Automatic Gun, M10) – amerykańskie działko lotnicze kalibru 37 mm zaprojektowane przez amerykańskiego konstruktora Johna Browninga, wersja rozwojowa działka M4.
Działko działało na zasadzie długiego odrzutu.
Używane było w późnych modelach myśliwca P-63 Kingcobra